# Tetrafòbia

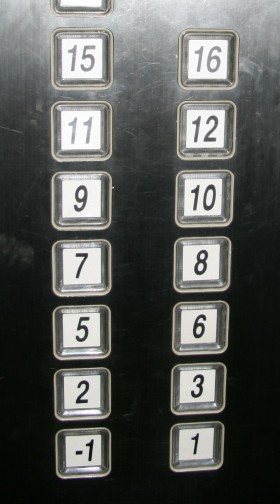
Panell de control d'un ascensor d'un edifici de Xangai en què han estat eliminats els nombres 0, 4, 13 i 14.

La tetrafòbia és una aversió o por al nombre 4. Es tracta d'una superstició comuna a l'est d'Àsia com la Xina, Japó, Corea i Taiwan. La paraula xinesa per denominar el nombre quatre (四, pinyin: sí, jyutping: sei 3), sona molt semblant a la paraula "mort" (死, pinyin: sǐ, jyutping: sei [2]), en moltes formes del xinès. De la mateixa manera, la xinesa-japonesa i xinès-coreà de quatre paraules, shi (Japó) i sa (사, coreà), el mateix so per a denominar la mort en cada idioma.
Es pot prendre especial cura per evitar incidents o recordatoris del nombre 4 durant les vacances o dies festius o quan un membre de la família està malalt, especialment en la cultura xinesa. De la mateixa manera, 14, 24, etc també se solen evitar a causa de la presència del dígit 4 en aquests nombres. En aquests països, aquestes xifres sovint se salten per a denominar els pisos, especialment en hotels, oficines i apartaments, així com els hospitals. També s'evita de fer servir els núm. 4, 14, 24, etc per a assignar les taules en banquets de boda o altres reunions socials en aquests països.
A Hong Kong, alguns gratacels d'apartaments com el Vision City i The Arch salten tots els pisos entre el 40 i el 49. Immediatament per sobre del pis 39 es troba el pis 50 / F, el fa que les persones que no són conscients de la tetrafòbia creguin que alguns pisos desapareixen. Els xinesos també tenen el seu present per les denominacions de les aeronaus militars començar la numeració a partir del 5, com en l'avió de combat "Shenyang J-5". De la mateixa manera, les forces armades de Taiwan i de Corea del Sud no usen el número 4, quan l'assignació de números als seus vaixells.
A les ciutats de l'Àsia oriental, on les cultures occidentals i orientals es barregen, com a Hong Kong i Singapur, és possible que en alguns edificis no es facin servir els nombres 4 (o els que el continguin), 13 per a denominar les plantes.
Nokia no utilitza el número 4 en els noms dels models de telèfons mòbils destinats als mercats asiàtics.